# 查尔斯·弗雷德里克·格哈特
查尔斯·弗雷德里克·格哈特（Charles Frédéric Gerhardt），1816年8月21日—1856年8月19日，是法国化学家，出生于阿尔萨斯，曾活跃于巴黎、蒙彼利埃和家乡斯特拉斯堡。

## 生平
他出生在斯特拉斯堡，并在那里就读于文理中学（一所高级中学）。之后，他就读于卡尔斯鲁厄理工学院，弗里德里希·瓦尔希纳（Friedrich Walchner）的讲座首次激发了他对化学的兴趣。随后，他进入莱比锡商学院学习化学，师从奥托·林奈·埃尔德曼（Otto Linné Erdmann）。
1834 年，他回到家乡，进入父亲的鉛白厂工作，但很快发现工作并不适合他，在20岁那年与父亲发生激烈争执后，他应征入伍，加入了一个骑兵团。几个月后，军旅生活变得同样令人厌恶，他在德国化学家尤斯图斯·冯·李比希的帮助下买下了退伍证。在德累斯顿短暂居住后，他于1836年前往德国中部的吉森大学，在李比希的实验室学习和工作。他在吉森逗留了18个月，1837年重新回到工厂。然而，他再次与父亲发生争执，1838年，他在李比希的引荐下前往巴黎。
在巴黎，他参加了讓-巴蒂斯特·杜馬的讲座，并与奥古斯特·卡胡斯（Auguste Cahours）一起在米歇尔·欧仁·谢弗勒尔位于巴黎植物園的实验室研究精油，尤其是孜然，与此同时，他靠教书和翻译李比希的一些著作维持生计。1841 年，在大仲马的影响下，他被任命为蒙彼利埃科学院的化学教授，并于1844年成为名誉教授。
1842年，他发表了一篇关于有机化合物分类的论文，其内容和方式令他在巴黎的朋友们大为恼火。后来，他出版了《有机化学简述》（Précis de chimie organique）（1844-1845年）。1845年，他和他的观点遭到了李比希的抨击，抨击从个人角度看是毫无道理的，但考虑到他对赞助人建议的漠视，抨击也就不足为奇了。1850年，两人和解，但他与朋友意见相左的性格并没有让他在1851年辞去蒙彼利埃的教席后更容易获得新的任命，尤其是他不愿意去外省工作。
1848年，他从蒙彼利埃请假，以便能够不间断地进行他的特殊研究，从那一年起直到1855年，他一直居住在巴黎。在此期间，他建立了一所他寄予厚望的实用化学学校（École de chimie pratique）。然而，他的希望落空了。1855年，在拒绝了1854年新成立的苏黎世联邦理工学院提供的化学教席后，他接受了斯特拉斯堡科学院和综合理工学院的化学教授职位，并于次年去世，当时他刚刚完成他的巨著《有机化学原理》（Traité de chimie organique）（4 卷，巴黎，1853-1856年）最后一卷的校对工作。后一部著作体现了他的全部思想和发现。

## 工作
格哈特因其对化学式符号的改革工作（1843-1846）而闻名。他还研究了酸酐，并合成了乙酰水杨酸，尽管形式不稳定且不纯净。
格哈特通常与他的同时代人奥古斯特·洛朗联系在一起，两人都对化学组合理论有着浓厚而有影响力的兴趣。
稀有矿物格哈特石就是以他的名字命名的。

## 死亡
1856年8月19日，距他40岁生日还有两天，他因突然发烧而去世。

## 相关
- Charlot, Colette. . Revue d'histoire de la pharmacie. July 2007, 55 (354): 197–208. PMID 18175527. doi:10.3406/pharm.2007.6333.
- Viel, Claude. . Revue d'histoire de la pharmacie. July 2007, 55 (354): 189–96. PMID 18175526. doi:10.3406/pharm.2007.6332.
- Lafont, O. . Revue d'histoire de la pharmacie. 1996, 43 (310): 269–73. PMID 11624864. doi:10.3406/pharm.1996.4350.
- Dickerson, Jimmy. . Journal of Chemical Education. 1985, 62 (4): 323–325. Bibcode:1985JChEd..62..323D. doi:10.1021/ed062p323.
- Grimaux. M.; Gerhardt, M. C. . Paris: Masson. 1900.
- Moore, F. J. . New York: McGraw-Hill. 1918. a history of chemistry.- See Chapter 6, "Gerhardt and the Chemical Reformation - Williamson".